# Thomas Fitch (Politiker, 1838)

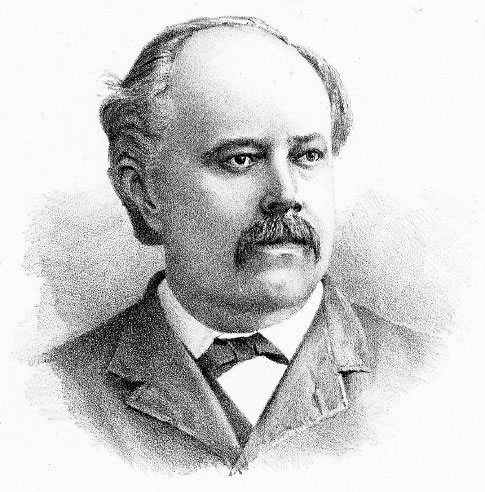
Thomas Fitch

Thomas Fitch (* 27. Januar 1838 in New York City; † 12. November 1923 in Decoto, Kalifornien) war ein US-amerikanischer Politiker. Zwischen 1869 und 1871 vertrat er den Bundesstaat Nevada im US-Repräsentantenhaus.

## Frühe Jahre
Thomas Fitch besuchte die öffentlichen Schulen seiner Heimat in New York. Im Jahr 1855 zog er zunächst nach Chicago und ein Jahr später nach Milwaukee. Dort war er von 1859 bis 1860 Herausgeber der Zeitung "Milwaukee Free Democrat". 1860 zog Fitch nach Kalifornien, wo er die Zeitungen "San Francisco Times" und "Placerville Republican" herausgab. Nach einem Jurastudium begann er in Kalifornien in seinem neuen Beruf zu arbeiten.

## Politische Laufbahn
Fitch wurde Mitglied der Republikanischen Partei. Zwischen 1862 und 1863 war er Abgeordneter in der California State Assembly. Im Juni 1863 zog er in das Nevada-Territorium. Dort war er im Jahr 1864 Mitglied der verfassungsgebenden Versammlung des entstehenden Staates Nevada. In den Jahren 1865 und 1866 war er Bezirksstaatsanwalt im Washoe County. Bei den Kongresswahlen des Jahres 1868 wurde Fitch als Nachfolger von Delos R. Ashley in das US-Repräsentantenhaus gewählt. Dort absolvierte er zwischen dem 4. März 1869 und dem 3. März 1871 eine Legislaturperiode. Bei den folgenden Kongresswahlen unterlag er Charles West Kendall, dem Kandidaten der Demokratischen Partei.

## Weiterer Lebenslauf
Nach dem Ende seiner Zeit im Kongress arbeitete Fitch wieder als Rechtsanwalt. Im Jahr 1909 zog er nach Los Angeles. Dort schrieb er unter anderem Zeitungsartikel. Thomas Fitch starb am 12. November 1923 in Decoto, das heute zur Stadt Union City gehört.